# 守口郵便局
守口郵便局（もりぐちゆうびんきょく）は、大阪府守口市にある郵便局。民営化前の分類では集配普通郵便局であった。

## 概要
住所：〒570-8799 大阪府守口市日吉町2-5-2

### 併設施設
- ゆうちょ銀行守口店（大阪支店守口出張所）：取扱店番号410880

## 沿革
- 1871年4月20日（明治4年3月1日） - 日本の近代郵便制度の創設とともに守口郵便取扱所として開設[1]。
- 1875年（明治8年）1月1日 - 守口郵便局（五等）となる[1]。
- 1885年（明治18年）6月25日 - 貯金取扱を開始[1]。
- 1890年（明治23年）12月16日 - 為替取扱を開始[1]。
- 1937年（昭和12年）12月1日 - 等級を三等から二等に改定[2]。
- 1951年（昭和26年）10月15日 - 守口市龍田通二丁目から同市日吉町二丁目に移転[3]。
- 1956年（昭和31年）10月5日 - 電話通話および和文電報受付事務の取扱を開始。
- 1973年（昭和48年）2月5日 - 守口市日吉町二丁目から門真市壱番に移転するとともに、門真守口郵便局に改称。
- 1975年（昭和50年）2月10日 - 門真市一番から守口市日吉町二丁目に移転するとともに、守口郵便局に改称。同日、門真市内の集配業務を新設の門真郵便局に移管。
- 1990年（平成2年）3月23日 - 花の万博の開催に合わせ、大阪市周辺の主な郵便局40局において、風景印を花をかたどった変形印に変更（当局は守口市の花であるさつき）。
- 1994年（平成6年）7月1日 - 外国通貨の両替および旅行小切手の売買に関する業務取扱を開始。
- 2007年（平成19年）10月1日 - 民営化に伴い、併設された郵便事業守口支店、ゆうちょ銀行守口店に一部業務を移管。
- 2012年（平成24年）10月1日 - 日本郵便株式会社発足に伴い、郵便事業守口支店を守口郵便局に統合。

## 取扱内容

### 守口郵便局
- 郵便、印紙、ゆうパック、内容証明
- 生命保険、バイク自賠責保険、自動車保険、がん保険、引受条件緩和型医療保険
- 「570-00xx」区域（守口市全域）の集配業務
- ゆうゆう窓口

### ゆうちょ銀行守口店
- 貯金、貸付、為替、振替、振込、国際送金、外貨両替、国債、投資信託、変額年金保険
- ATM

## 周辺
- 守口市役所
- 守口警察署
- 守口消防署
- 守口市教育センター
- 守口市中央公民館
- 守口市民会館
- 大阪府立淀川工科高等学校
- 大阪府立芦間高等学校
- 守口市立第一中学校
- 守口市立守口小学校
- 国道1号
- 淀川

## アクセス
- 地下鉄谷町線 守口駅から徒歩約3分
- 京阪本線 守口市駅から徒歩約4分
- 近畿自動車道 摂津南ICから南へ、もしくは阪神高速守口線 城北出口から北東へそれぞれ約3km
- 駐車場あり：8台